# Липи (пам'ятка природи)
Липи — ботанічна пам'ятка природи місцевого значення. Об'єкт розташований на території Надвінянського району Івано-Франківської області, Зарічанське лісництво, квартал 18, виділи 29, 31.
Площа — 0,1800 га, статус отриманий у 1993 році.